# Premio Nacional de Letras Flamencas
El Premio Nacional de Letras Flamencas fue un premio concedido anualmente por el Ateneo de Córdoba a un conjunto de letras flamencas en lengua castellana. Se convocó por primera vez en 1992, y llegó a alcanzar una quinta edición. 
El premio consistía en la publicación de 1000 ejemplares de la obra en la colección Arca del Ateneo, dependiente de la institución, de los que doscientos correspondían al autor, distribuyéndose el resto de forma gratuita en bibliotecas públicas, centros de enseñanza y asociaciones culturales y sociales.

## Autores y libros premiados
- I Convocatoria (1992). Romualdo Molina (Sevilla, España), La copla sale sola (Córdoba, Arca del Ateneo, 1992; 65 páginas, ISBN 84-88175-06-X).
- II Convocatoria.
- III Convocatoria.
- IV Convocatoria. Antonio Flores Herrera (Córdoba, España), Partitura flamenca (Córdoba, Arca del Ateneo, 1997; 76 páginas, ISBN 84-88175-13-2).
- V Convocatoria. Carlos Valverde Castilla (Córdoba, España), El duende (Córdoba, Arca del Ateneo, 1998; 60 páginas, ISBN 84-88175-16-7).